# Jean Margaret Gordon
Jean Margaret Gordon (ur. 1865 w Nowym Orleanie, zm. 24 lutego 1931 tamże) – amerykańska sufrażystka, pracowniczka socjalna i działaczka społeczna. Pierwsza inspektorka warunków pracy w Nowym Orleanie.
Urodziła się w Nowym Orleanie jako córka George’a Hume’a Gordona, kierownika szkoły i Margaret Gordon. Miała dwie siostry Kate i Fanny i dwóch braci George’a H. i Williama Andrew.
W latach 1913–1920 była przewodniczącą Louisiana Woman Suffrage Association. Była pierwszą w Nowym Orleanie inspektorką warunków pracy w fabrykach, zajmując się pracującymi dziećmi.
Stworzyła Alexander Milne Home for Girls, przytułek i szkoły dla upośledzonych dziewcząt. Była również przewodniczącą rady tej instytucji.
Była współtwórczynią organizacji kobiecej Era Club
Zmarła w Nowym Orleanie na zapalenie wyrostka robaczkowego i została pochowana w rodzinnym grobie na cmentarzu Metairie.